# Chintāmani
Chintāmani (engelska: Chintamani) är en ort i Indien.   Den ligger i distriktet Chikkaballapur och delstaten Karnataka, i den södra delen av landet, 1 700 km söder om huvudstaden New Delhi. Chintāmani ligger 895 meter över havet och antalet invånare är 71 798.
Terrängen runt Chintāmani är huvudsakligen platt, men västerut är den kuperad. Terrängen runt Chintāmani sluttar österut. Runt Chintāmani är det tätbefolkat, med 266 invånare per kvadratkilometer. Chintāmani är det största samhället i trakten. Omgivningarna runt Chintāmani är en mosaik av jordbruksmark och naturlig växtlighet.